# ジョーダン・レイ
ジョーダン・レイ（Jordan Lay、1992年11月5日 - ）は、スーパーラグビー・パシフィック、ブルーズに所属するラグビーユニオン選手。

## プロフィール
- サモア・モトオチュア出身。
- ポジションはプロップ(PR)。
- 身長 184cm、体重 115kg
- 弟のジェームズもラグビー選手[1]で現在チームメイト。
- サモア代表キャップは26（2025年1月現在）でラグビーワールドカップ2019・ラグビーワールドカップ2023のサモア代表に選ばれた[2][3]。

## 略歴
ベイ・オブ・プレンティ、エディンバラを経て、2018年、ブリストル・ベアーズに加入。
2021年、オークランドに加入。
2022年、ブルーズに加入。